# Atta laevigata
Atta laevigata ist eine Art der Blattschneiderameisen aus der Gattung Atta. Sie ist in Südamerika weit verbreitet und gehört zu den häufigsten Arten ihrer Gattung.

## Merkmale
Blattschneiderameisen der Gattung Atta fallen auf den ersten Blick durch drei Paare mehr oder weniger langer Zähne auf, die hinter den Augen, am Pronotum und am Mesonotum sitzen, von der Schwestergattung Acromyrmex sind sie durch den glatten Hinterleib leicht unterscheidbar. Für alle Arten ist ein extremer Größenpolymorphismus der Arbeiterinnen charakteristisch, wobei die großen, als Soldaten bezeichneten Formen in gleichmäßiger, nicht in Unterkasten geschiedener Form zu den kleinsten übergehen. Die Geschlechtstiere sind im Verhältnis zu den Arbeiterinnen auffallend groß. Kleine Arbeiterinnen (und Königinnen) sind meist nicht bis zur Art bestimmbar, insbesondere Atta vollenweideri und einige verwandte Arten (Untergattung Epiatta) sind sehr ähnlich. Die großen Arbeiterinnen (Soldaten) sind aber recht charakteristisch.
Bei der Art Atta laevigata erreichen die Arbeiterinnen Längen zwischen 8,4 und 16 Millimeter, Königinnen bis 22 Millimeter. Die Tiere sind einheitlich rötlichbraun bis kastanienbraun gefärbt, selten etwas dunkler. Die größten Arbeiterinnen (Majores oder Soldaten) sind größer als bei den meisten verwandten Arten (Kopfbreite 6 bis 7,7 Millimeter). Auffallend und gegenüber den anderen großen Arten charakteristisch ist der stark glänzende, wie poliert wirkende Kopf. Männchen sind durch den Bau der Begattungsorgane und die Form der Subgenitalplatte erkennbar. Bei der Art sind die Zähne (Dornen) hinter den Augen und am Mittelabschnitt (oder Mesosoma) bei den Majores recht kurz, aber bei kleineren Arbeiterinnen lang und spitz.

## Verbreitung und Lebensraum
Die Art lebt in Südamerika, sie besitzt ein großes Verbreitungsgebiet im Norden des Kontinents, östlich der Anden. Nachweise liegen vor aus Kolumbien, Venezuela, Guyana, Brasilien (bis zur Atlantikküste), Bolivien und Paraguay. Sie lebt in tropischen Regenwäldern des Tieflands bis etwa 1000 Meter über Meereshöhe, außerdem in Savannenlandschaften wie dem Cerrado.

## Lebensweise und Ökologie
Wie typisch für Blattschneiderameisen der Tribus Attini erntet auch diese Art vor allem grüne, frische Pflanzenteile ab, die sie in ihren unterirdischen Bau einträgt und darauf einen Pilz kultiviert, dessen Fruchtkörper ihre einzige Proteinquelle darstellen. Die notwendigen Kohlenhydrate werden aus den Säften der zerkauten Blätter/Gräser sowie Obst und Blüten gewonnen.
Die Koloniegründung erfolgt durch eine einzelne, geflügelte Königin (monogyn und claustral) im Frühjahr. Für die Koloniegründung wird offener, schwach bewachsener Boden abseits von Baumstämmen bevorzugt, sehr gern an unbefestigten Straßenrändern, die so ihre lokale Dichte erhöhen können. Der Nestbau beginnt mit einem vertikalen Gang mit einer Nestkammer in etwa 20 bis 30 Zentimeter Tiefe. Hier begründet die Königin aus mitgebrachten Mycelien aus dem Pilz des Muttervolkes den ersten Pilzgarten und zieht die ersten Arbeiterinnen heran. Dabei kommen ihr die Reserven durch den besonders großen Körper und Nährstoffe aus dem Abbau der Flugmuskeln zugute. Ausgewachsene Völker können später gewaltige Größe erreichen und umfassen bis zu drei Millionen Arbeiterinnen. Sie bestehen dann aus einem Nesthügel, der über zahlreiche Eingänge in verschiedenen Richtungen verfügt. Von den Eingängen erstrecken sich die für die Gattung Atta typischen, bis zu 200 m langen und streng organisierten Straßen, die zu Pflanzen führen, deren Teile (vor allem Blätter) abgeerntet und in die Pilzkammern getragen werden.
Atta laevigata ist territorial und verteidigt ein Nahrungsterritorium gegen Ameisen derselben und anderer Arten. Das Territorium wird mit einem Pheromon markiert, das von den Dufour´schen Drüsen gebildet und durch Auftupfen der Gaster verteilt wird. Das Pheromon dient außerdem zur Orientierung. Zwischen benachbarten Nestern kann es zu regelrechten Schlachten mit Tausenden Teilnehmern kommen, die mehrere Tage andauern. Als Waffen werden die Mandibeln eingesetzt. Auch gegen Neststörungen (durch Wirbeltiere) verteidigen sich die Tiere. Dabei werden gegen andere Ameisen bevorzugt kleine, gegen Wirbeltiere bevorzugt große Arbeiterinnen zur Verteidigung rekrutiert.
Durch die Ernte von Pflanzenteilen sind Blattschneiderameisen in der Neotropis ökologische Schlüsselarten. Sie sind hier die wichtigsten Pflanzenfresser und in dieser Funktion bedeutender als alle hier lebenden pflanzenfressenden Wirbeltiere. In einer Studie in der Baumsavanne des Cerrado konsumierte Atta laevigata (dort knapp 5 Nester pro Hektar) zwischen 13 und 17 Prozent der Blattbiomasse. Damit erreicht ihre ökologische Bedeutung nicht diejenige der Huftiere in den Savannen Afrikas, übersteigt die aller Blattfresser zusammengenommen in den Wäldern der gemäßigten Breiten aber um Größenordnungen. Atta laevigata trug in der Studie neben grünen Blättern (etwa zwei Drittel der Nahrungsmenge) außerdem abgestorbene Blattstreu, Zweige, Blüten, Früchte und Gräser ein. Da sie die Blätter von Kulturpflanzen in gleicher Weise ausnutzen, handelt es sich in ihrer Heimat um bedeutsame landwirtschaftliche Schadorganismen. Alle Blattschneiderameisen zusammengenommen (die Arten werden nur selten differenziert) sollen allein im brasilianischen Bundesstaat São Paulo einen jährlichen Schaden von 130 Millionen Dollar verursachen.
Die von Atta laevigata auf den eingetragenen Blättern kultivierte Pilzart ist der freilebend nicht lebensfähige Egerlingsschirmling Leucoagaricus gongylophorus. Diese Pilzart ist vermutlich bei allen Atta-Arten identisch. Obwohl es gewisse Hinweise auf eine Koevolution zwischen Pilzstämmen und Ameisenarten bei den Blattschneiderameisen gibt, ist offensichtlich horizontaler Austausch zwischen ihnen nicht selten.

## Taxonomie und Systematik
Die Erstbeschreibung durch Smith wurde mit drei durch Bates bei Santarém gefangenen Arbeitern erstellt, Smith ordnete die Ameise ursprünglich in die Gattung Oecodoma ein, die heute ein Synonym zu Atta ist. Eine eindeutige Einschätzung, ob die Atta laevigata eine eigene Art oder eine Varietät ist, konnte von Smith ohne Beobachtung lebender Ameisen nicht sicher beantwortet werden, doch der nackte Kopf und der glatte Bauchbereich deuteten für ihn auf eine eigene Art hin.
Nach molekularen Studien anhand von DNS-Sequenzen gehört Atta laevigata in eine Artengruppe mit Arten wie Atta vollenweideri, Atta capiguara, Atta bisphaerica u. a., die nach morphologischen Kriterien früher als Untergattung Epiatta beschrieben worden war. Diese Untergattung wird aber gegenwärtig meist nicht mehr anerkannt und war von ihrem Erstbeschreiber später aufgegeben worden. Die Monophylie der Art Atta laevigata gegenüber den verwandten Arten konnte aufgrund unzureichender Datenbasis  weder bestätigt noch widerlegt werden.
Die aus dem brasilianischen Bundesstaat Bahia beschriebene Atta silvai ist synonym zu Atta laevigata.

## Nutzung durch den Menschen als Speiseinsekten
Ameisen der Art Atta laevigata werden in Kolumbien als Speiseinsekten gegessen. „Hormigas Culonas“ gilt als eine kulinarische Spezialität der Region Santander. Dazu werden Weibchen (Königinnen) verwendet, die ein stark vergrößertes Abdomen vorweisen. Die Tiere werden gebraten. Das Gericht gilt als Aphrodisiakum.